# Premierzy i szefowie resortów II Rzeczypospolitej

## Premier Rządu Tymczasowego w Lublinie
1. Ignacy Daszyński (6/7 listopada 1918 – 18 listopada 1918)

## Premierzy II RP
1. Jędrzej Moraczewski (17 listopada 1918 – 16 stycznia 1919)
2. Ignacy Jan Paderewski (16 stycznia 1919 – 9 grudnia 1919)
3. Leopold Skulski (13 grudnia 1919 – 9 czerwca 1920)
4. Wincenty Witos (10 czerwca 1920 – 23 czerwca 1920 – nie utworzył rządu)
5. Władysław Grabski (23 czerwca 1920 – 24 lipca 1920)
6. Wincenty Witos (24 lipca 1920 – 13 września 1921)
7. Antoni Ponikowski (19 września 1921 – 5 marca 1922, 10 marca 1922 – 6 czerwca 1922)
8. Artur Śliwiński (28 czerwca 1922–7 (31) lipca 1922)
9. Julian Ignacy Nowak (31 lipca 1922–14 (16) grudnia 1922)
10. Władysław Sikorski (16 grudnia 1922 – 26 maja 1923)
11. Wincenty Witos (28 maja 1923 – 15 grudnia 1923)
12. Władysław Grabski (19 grudnia 1923 – 13 listopada 1925)
13. Aleksander Skrzyński (20 listopada 1925 – 5 maja 1926)
14. Wincenty Witos (10 maja 1926 – 15 maja 1926)
15. Kazimierz Bartel (15 maja – 4 czerwca, 8 czerwca – 24 września, 27 września – 30 września 1926)
16. Józef Piłsudski (2 października 1926 – 27 czerwca 1928)
17. Kazimierz Bartel (27 czerwca 1928 – 13 kwietnia 1929)
18. Kazimierz Świtalski (14 kwietnia 1929–7 (29) grudnia 1929)
19. Kazimierz Bartel (29 grudnia 1929 – 17 marca 1930)
20. Walery Sławek (29 marca 1930 – 23 sierpnia 1930)
21. Józef Piłsudski (25 sierpnia 1930 – 4 grudnia 1930)
22. Walery Sławek (4 grudnia 1930 – 26 maja 1931)
23. Aleksander Prystor (27 maja 1931 – 9 maja 1933)
24. Janusz Jędrzejewicz (10 maja 1933 – 13 maja 1934)
25. Leon Kozłowski (15 maja 1934 – 28 marca 1935)
26. Walery Sławek (28 marca 1935 – 12 października 1935)
27. Marian Zyndram-Kościałkowski (13 października 1935 – 15 maja 1936)
28. Felicjan Sławoj Składkowski (16 maja 1936 – 30 września 1939)

### Wicepremierzy II RP
- Ignacy Daszyński (do 4 stycznia 1921, Pierwszy rząd Wincentego Witosa)
- Wojciech Korfanty (od 27 października 1923, Drugi rząd Wincentego Witosa)
- Stanisław Thugutt (17 listopada 1924 – 29 maja 1925, Drugi rząd Władysława Grabskiego)
- Józef Beck (Drugi rząd Józefa Piłsudskiego)
- Bronisław Pieracki (Drugi rząd Walerego Sławka)
- Bronisław Pieracki (do 22 czerwca 1931, Rząd Aleksandra Prystora)
- Władysław Marian Zawadzki (23 marca 1932 – 6 września 1932, Rząd Aleksandra Prystora)
- Eugeniusz Kwiatkowski (13 października 1935 – 15 maja 1936, Rząd Mariana Zyndrama-Kościałkowskiego)
- Eugeniusz Kwiatkowski (15 maja 1936 – 30 września 1939, Rząd Felicjana Sławoja Składkowskiego)

## Szefowie resortów

### Ministerstwo Spraw Wojskowych
1. Józef Piłsudski (17 XI 1918 – 16 I 1919)
2. Jan Wroczyński (kierownik, 16 I 1919 – 27 II 1919)
3. Józef Leśniewski (27 II 1919 – 9 XII 1919, 13 XII 1919 – 9 VI 1920, 23 VI 1920 – 24 VII 1920, 24 VII 1920 – 9 VIII 1920)
4. Kazimierz Sosnkowski (9 VIII 1920 – 13 IX 1921, 19 IX 1921 – 5 III 1922) (kierownik, 10 III 1922 – 6 VI 1922) (28 VI 1922 – 31 VII 1922, 31 VII 1922 – 16 XII 1922, 16 XII 1922 – 26 V 1923)
5. Aleksander Osiński (kierownik, 28 V 1923 – 13 VI 1923)
6. Stanisław Szeptycki (13 VI 1923 – 15 XII 1923)
7. Kazimierz Sosnkowski (17 XII 1923 – 17 II 1924)
8. Władysław Sikorski (17 II 1924 – 13 XI 1925)
9. Stefan Majewski (kierownik, 20 XI 1925 – 27 XI 1925)
10. Lucjan Żeligowski (27 XI 1925 – 5 V 1926)
11. Juliusz Tadeusz Tarnawa-Malczewski (10 V 1926 – 15 V 1926)
12. Józef Piłsudski (15 V 1926 – 8 VI 1926, 8 VI 1926 – 24 IX 1926, 27 IX 1926 – 30 IX 1926, 2 X 1926 – 27 VI 1928, 27 VI 1928 – 13 IV 1929, 14 IV 1929 – 29 XII 1929, 29 XII 1929 – 17 III 1930, 29 III 1930 – 23 VIII 1930, 25 VIII 1930 – 4 XII 1930, 4 XII 1930 – 26 V 1931, 27 V 1931 – 9 V 1933, 10 V 1933 – 13 V 1934, 15 V 1934 – 28 III 1935, 28 III 1935 – 12 V 1935)
13. Tadeusz Kasprzycki (kierownik, 12 V 1935 – 12 X 1935) (13 X 1935 – 15 V 1936, 16 V 1936 – 30 IX 1939)

### Ministerstwo Spraw Zagranicznych
1. Leon Wasilewski (17 XI 1918 – 16 I 1919)
2. Ignacy Jan Paderewski (16 I 1919 – 9 XII 1919)
3. Władysław Wróblewski (kierownik, 13 XII 1919 – 16 XII 1919)
4. Stanisław Patek (16 XII 1919 – 9 VI 19200
5. Eustachy Sapieha (23 VI 1920 – 24 VII 1920, 24 VII 1920 – 24 V 1921)
6. Jan Dąbski (kierownik) (24 V 1921 – 11 VI 1921
7. Konstanty Skirmunt (11 VI 1921 – 13 IX 1921, 19 IX 1921 – 5 III 1922, 10 III 1922 – 6 VI 1922)
8. Gabriel Narutowicz (28 VI 1922 – 31 VII 1922, 31 VII 1922 – 14 XII 1922)
9. Aleksander Skrzyński (16 XII 1922 – 26 V 1923)
10. Marian Seyda (28 V 1923 – 27 X 1923)
11. Roman Dmowski (27 X 1923 – 15 XII 1923)
12. Karol Bertoni (kierownik) (17 XII 1923 – 19 I 1924)
13. Maurycy Zamoyski (19 I 1924 – 27 VII 1924)
14. Aleksander Skrzyński (27 VII 1924 – 13 XI 1925, 20 XI 1925 – 5 V 1926)
15. Kajetan Dzierżykraj-Morawski (kierownik, 10 V 1926 – 15 V 1926)
16. August Zaleski (15 V 1926 – 8 VI 1926, 8 VI 1926 – 24 IX 1926, 27 IX 1926 – 30 IX 1926, 2 X 1926 – 27 VI 1928, 27 VI 1928 – 13 IV 1929, 14 IV 1929 – 29 XII 1929, 29 XII 1929 – 17 III 1930, 29 III 1930 – 23 VIII 1930, 25 VIII 1930 – 4 XII 1930, 4 XII 1930 – 26 V 1931, 27 V 1931 – 2 XI 1932)
17. Józef Beck (2 XI 1932 – 9 V 1933, 10 V 1933 – 13 V 1934, 15 V 1934 – 28 III 1935, 28 III 1935 – 12 X 1935, 13 X 1935 – 15 V 1936, 16 V 1936 – 30 IX 1939)

### Ministerstwo Spraw Wewnętrznych
1. Stanisław Thugutt (17 XI 1918 – 16 I 1919)
2. Stanisław Wojciechowski (16 I 1919 – 9 XII 1919, 13 XII 1919 – 9 VI 1920)
3. Józef Kuczyński (kierownik, 23 VI 1920 – 24 VII 1920)
4. Leopold Skulski (24 VII 1920 – 28 VI 1921)
5. Władysław Raczkiewicz (28 VI 1921 – 13 IX 1921)
6. Stanisław Downarowicz (19 IX 1921 – 5 III 1922)
7. Antoni Kamieński (10 III 1922 – 6 VI 1922, 28 VI 1922 – 31 VII 1922, 31 VII 1922 – 16 XII 1922)
8. Władysław Sikorski (16 XII 1922 – 26 V 1923)
9. Władysław Kiernik (28 V 1923 – 15 XII 1923)
10. Władysław Sołtan (17 XII 1923 – 21 III 1924)
11. Zygmunt Hübner (21 III 1924 – 17 XI 1924)
12. Cyryl Ratajski (17 XI 1924 – 14 VI 1925)
13. Władysław Raczkiewicz (15 VI 1925 – 13 XI 1925, 20 XI 1925 – 5 V 1926)
14. Stefan Smólski (10 V 1926 – 15 V 1926)
15. Kazimierz Młodzianowski (15 V 1926 – 8 VI 1926, 8 VI 1926 – 24 IX 1926, 27 IX 1926 – 30 IX 1926)
16. Felicjan Sławoj Składkowski (2 X 1926 – 27 VI 1928, 27 VI 1928 – 13 IV 1929, 14 IV 1929 – 29 XII 1929)
17. Henryk Józewski (29 XII 1929 – 17 III 1930, 29 III 1930 – 3 VI 1930)
18. Felicjan Sławoj Składkowski (3 VI 1930 – 23 VIII 1930, 25 VIII 1930 – 4 XII 1930, 4 XII 1930 – 26 V 1931, 27 V 1931 – 23 VI 1931)
19. Bronisław Pieracki (23 VI 1931 – 9 V 1933, 10 V 1933 – 13 V 1934, 15 V 1934 – 15 VI 1934)
20. Leon Kozłowski (16 VI 1934 – 28 VI 1934)
21. Marian Zyndram-Kościałkowski (28 VI 1934 – 28 III 1935, 28 III 1935 – 12 X 1935)
22. Władysław Raczkiewicz (13 X 1935 – 15 V 1936)
23. Felicjan Sławoj Składkowski (16 V 1936 – 30 IX 1939)

### Ministerstwo Skarbu
1. Władysław Byrka (kierownik, 17 XI 1918 – 16 I 1919)
2. Józef Englich (16 I 1919 – 4 IV 1919)
3. Stanisław Karpiński (4 IV 1919 – 31 VII 1919)
4. Leon Biliński (31 VII 1919 – 9 XII 1919)
5. Władysław Grabski (13 XII 1919 – 9 VI 1920, 23 VI 1920 – 24 VII 1920, 24 VII 1920 – 25 XI 1920)
6. Ignacy Weinfeld (kierownik, 25 XI 1920 – 26 XI 1920)
7. Jan Kanty Steczkowski (26 XI 1920 – 13 IX 1921)
8. Bolesław Markowski (kierownik, 19 IX 1921 – 26 IX 1921)
9. Jerzy Michalski (26 IX 1921 – 5 III 1922, 10 III 1922 – 6 VI 1922)
10. Kazimierz Zaczek (kierownik, 28 VI 1922 – 3 VII 1922)
11. Zygmunt Jastrzębski (3 VII 1922 – 31 VII 1922, 31 VII 1922 – 16 XII 1922, 16 XII 1922 – 2 I 1923)
12. Bolesław Markowski (kierownik, 2 I 1923 – 13 I 1923)
13. Władysław Grabski (13 I 1923 – 26 V 1923, 28 V 1923 – 30 VI 1923)
14. Hubert Linde (1 VII 1923 – 1 IX 1923)
15. Władysław Kucharski (1 IX 1923 – 15 XII 1923)
16. Władysław Grabski (17 XII 1923 – 13 XI 1925)
17. Jerzy Zdziechowski (20 XI 1925 – 5 V 1926, 10 V 1926 – 15 V 1926)
18. Gabriel Czechowicz (15 V 1926 – 8 VI 1926)
19. Czesław Klarner (8 VI 1926 – 24 IX 1926, 27 IX 1926 – 30 IX 1926)
20. Gabriel Czechowicz (2 X 1926 – 27 VI 1928, 27 VI 1928 – 8 III 1929)
21. Tadeusz Grodyński (8 III 1929 – 13 IV 1929)
22. Ignacy Matuszewski (kierownik, 14 IV 1929 – 29 XII 1929, 29 XII 1929 – 17 III 1930, 29 III 1930 – 23 VIII 1930, 25 VIII 1930 – 4 XII 1930) (4 XII 1930 – 26 V 1931)
23. Jan Piłsudski (27 V 1931 – 6 IX 1932)
24. Władysław Marian Zawadzki (6 IX 1932 – 9 V 1933, 10 V 1933 – 13 V 1934, 15 V 1934 – 28 III 1935, 28 III 1935 – 12 X 1935)
25. Eugeniusz Kwiatkowski (13 X 1935 – 15 V 1936, 16 V 1936 – 30 IX 1939)

### Ministerstwo Sprawiedliwości
1. Leon Supiński (17 XI 1918 – 16 I 1919, 16 I 1919 – 2 IX 1919)
2. Bronisław Sobolewski (2 IX 1919 – 9 XII 1919)
3. Jan Hebdzyński (13 XII 1919 – 9 VI 1920)
4. Jan Morawski (kierownik) (23 VI 1920 – 24 VII 1920)
5. Stanisław Nowodworski (24 VII 1920 – 19 VI 1921)
6. Bronisław Sobolewski (19 VI 1921 – 13 IX 1921, 19 IX 1921 – 5 III 1922, 10 III 1922 – 6 VI 1922)
7. Wacław Makowski (28 VI 1922 – 31 VII 1922, 31 VII 1922 – 16 XII 1922, 16 XII 1922 – 26 V 1923)
8. Stanisław Nowodworski (28 V 1923 – 15 XII 1923)
9. Włodzimierz Wyganowski (17 XII 1923 – 17 XI 1924)
10. Antoni Żychliński (17 XI 1924 – 13 XI 1925)
11. Stefan Piechocki (20 XI 1925 – 5 V 1926, 10 V 1926 – 15 V 1926)
12. Wacław Makowski (15 V 1926 – 8 VI 1926, 8 VI 1926 – 24 IX 1926, 27 IX 1926 – 30 IX 1926)
13. Aleksander Meysztowicz (2 X 1926 – 27 VI 1928, 27 VI 1928 – 22 XII 1928)
14. Stanisław Car (22 XII 1928 – 13 IV 1929, 14 IV 1929 – 29 XII 1929)
15. Feliks Dutkiewicz (29 XII 1929 – 17 III 1930)
16. Stanisław Car (29 III 1930 – 23 VIII 1930, 25 VIII 1930 – 4 XII 1930)
17. Czesław Michałowski (4 XII 1930 – 26 V 1931, 27 V 1931 – 9 V 1933, 10 V 1933 – 13 V 1934, 15 V 1934 – 28 III 1935, 28 III 1935 – 12 X 1935, 13 X 1935 – 15 V 1936)
18. Witold Grabowski (16 V 1936 – 30 IX 1939)

### Ministerstwo Wyznań Religijnych i Oświecenia Publicznego
1. Ksawery Prauss (17 XI 1918 – 16 I 1919)
2. Jan Łukasiewicz (16 I 1919 – 9 XII 1919)
3. Tadeusz Łopuszański (13 XII 1919 – 9 VI 1920, 23 VI 1920 – 24 VII 1920)
4. Maciej Rataj (24 VII 1920 – 13 IX 1921)
5. Antoni Ponikowski (19 IX 1921 – 5 III 1922, 10 III 1922 – 6 VI 1922)
6. Julian Ignacy Nowak (31 VII 1922 – 21 VIII 1922)
7. Kazimierz Władysław Kumaniecki 21 VIII 1922 – 14 XII 1922)
8. Józef Mikułowski-Pomorski 16 XII 1922 – 26 V 1923)
9. Stanisław Głąbiński (28 V 1923 – 15 XII 1923, dwa rządy)
10. Bolesław Miklaszewski (17 XII 1923 – 11 XII 1924)
11. Jan Zawidzki (kierownik) (11 XII 1924 – 25 III 1925)
12. Stanisław Grabski (25 III 1925 – 13 XI 1925, 20 XI 1925 – 5 V 1926, 10 V 1926 – 15 V 1926)
13. Józef Mikułowski-Pomorski (15 V 1926 – 7 VII 1926, dwa rządy)
14. Antoni Sujkowski (7 VII 1926 – 24 IX 1926, 27 IX 1926 – 30 IX 1926)
15. Kazimierz Bartel (2 X 1926 – 9 I 1927)
16. Gustaw Dobrucki (9 I 1927 – 27 VI 1928)
17. Kazimierz Świtalski (27 VI 1928 – 13 IV 1929)
18. Sławomir Czerwiński (14 IV 1929 – 29 XII 1929, 29 XII 1929 – 17 III 1930, 29 III 1930 – 23 VIII 1930, 25 VIII 1930 – 4 XII 1930, 4 XII 1930 – 26 V 1931, 27 V 1931 – 12 VIII 1931)
19. Janusz Jędrzejewicz (12 VIII 1931 – 9 V 1933, 10 V 1933 – 23 II 1934)
20. Wacław Jędrzejewicz (23 II 1934 – 13 V 1934, 15 V 1934 – 28 III 1935, 28 III 1935 – 12 X 1935)
21. Konstanty Chyliński (kierownik) (13 X 1935 – 5 XII 1935)
22. Wojciech Alojzy Świętosławski (5 XII 1935 – 15 V 1936, 16 V 1936 – 30 IX 1939)

### Ministerstwo Rolnictwa i Reform Rolnych
1. Franciszek Wojda (17 XI 1918 – 29 XII 1918)
2. Błażej Stolarski (29 XII 1918 – 16 I 1919)
3. Stanisław Janicki (16 I 1919 – 30 IX 1919)
4. Zygmunt Chmielewski (30 IX 1919 – 9 XII 1919)
5. Franciszek Bardel (13 XII 1919 – 9 VI 1920)
6. Franciszek Bujak (23 VI 1920 – 24 VII 1920)
7. Juliusz Poniatowski (24 VII 1920 – 17 II 1921)
8. Józef Raczyński (17 II 1921 – 13 IX 1921, 19 IX 1921 – 5 III 1922, 10 III 1922 – 6 VI 1922, 28 VI 1922 – 31 VII 1922, 31 VII 1922 – 16 XII 1922, 16 XII 1922 – 26 V 1923)
9. Jerzy Gościcki (28 V 1923 – 27 X 1923)
10. Alfred Chłapowski (27 X 1923 – 15 XII 1923)
11. Józef Raczyński (kierownik, 17 XII 1923 – 7 I 1924)
12. Stanisław Janicki (7 I 1924 – 13 XI 1925)
13. Władysław Kiernik (20 XI 1925 – 5 V 1926, 10 V 1926 – 15 V 1926)
14. Józef Raczyński (15 V 1926 – 8 VI 1926, 8 VI 1926 – 21 VI 1926)
15. Aleksander Raczyński (21 VI 1926 – 24 IX 1926, 27 IX 1926 – 30 IX 1926)
16. Karol Niezabytowski (2 X 1926 – 27 VI 1928, 27 VI 1928 – 13 IV 1929, 14 IV 1929 – 29 XII 1929)
17. Wiktor Leśniewski (kierownik, 29 XII 1929 – 16 I 1930)
18. Leon Janta-Połczyński (16 I 1930 – 17 III 1930, 29 III 1930 – 23 VIII 1930, 25 VIII 1930 – 4 XII 1930, 4 XII 1930 – 26 V 1931, 27 V 1931 – 23 III 1932)
19. Seweryn Ludkiewicz (23 III 1932 – 9 V 1933)
20. Bronisław Nakoniecznikow-Klukowski (10 V 1933 – 13 V 1934, 15 V 1934 – 28 VI 1934)
21. Juliusz Poniatowski (28 VI 1934 – 28 III 1935, 28 III 1935 – 12 X 1935, 12 X 1935 – 15 V 1936, 16 V 1936 – 30 IX 1939)

Do marca 1932 pod nazwą Ministerstwo Rolnictwa i Dóbr Państwowych

### Ministerstwo Komunikacji
1. Jędrzej Moraczewski (17 XI 1918 – 29 XII 1918)
2. Stanisław Stączek (29 XII 1918 – 16 I 1919)
3. Julian Eberhardt (16 I 1919 – 13 XII 1919)
4. Kazimierz Bartel (13 XII 1919 – 9 VI 1920, 23 VI 1920 – 24 VII 1920, 24 VII 1920 – 13 XII 1920)
5. Zygmunt Jasiński (13 XII 1920 – 13 IX 1921)
6. Bolesław Sikorski (kierownik, 19 IX 1921 – 24 IX 1921)
7. Julian Eberhardt (24 IX 1921 – 5 III 1922)
8. Ludwik Zagórny-Marynowski (10 III 1922 – 6 VI 1922, 28 VI 1922 – 31 VII 1922, 31 VII 1922 – 16 XII 1922) (kierownik, 16 XII 1922 – 26 V 1923)
9. Leon Karliński (28 V 1923 – 14 IX 1923)
10. Andrzej Nosowicz (14 IX 1923 – 15 XII 1923)
11. Kazimierz Tyszka (17 XII 1923 – 13 XI 1925)
12. Adam Chądzyński (20 XI 1925 – 5 V 1926, 10 V 1926 – 15 V 1926)
13. Kazimierz Bartel (15 V 1926 – 14 VI 1926, dwa rządy)
14. Paweł Romocki (14 VI 1926 – 24 IX 1926, 27 IX 1926 – 30 IX 1926, 2 X 1926 – 27 VI 1928)
15. Alfons Kühn (27 VI 1928 – 13 IV 1929, 14 IV 1929 – 29 XII 1929, 29 XII 1929 – 17 III 1930, 29 III 1930 – 23 VIII 1930, 25 VIII 1930 – 4 XII 1930, 4 XII 1930 – 26 V 1931, 27 V 1931 – 6 IX 1932)
16. Michał Butkiewicz (kierownik, 6 IX 1932 – 9 V 1933) (10 V 1933 – 13 V 1934, 15 V 1934 – 28 III 1935, 28 III 1935 – 12 X 1935)
17. Juliusz Ulrych (13 X 1935 – 15 V 1936, 16 V 1936 – 30 IX 1939)

- od 13 XII 1919 do 12 VI 1924 Ministerstwo Kolei Żelaznych
- od 1 VII 1924[1] Ministerstwo Kolei
- od IX 1926 Ministerstwo Komunikacji

### Ministerstwo Poczt i Telegrafów
1. Tomasz Arciszewski (17 XI 1918 – 16 I 1919)
2. Hubert Linde (16 I 1919 – 9 XII 1919)
3. Ludwik Tołłoczko (13 XII 1919 – 9 VI 1920, 23 VI 1920 – 24 VII 1920)
4. Władysław Stesłowicz (24 VII 1920 – 13 IX 1921, 19 IX 1921 – 5 III 1922, 10 III 1922 – 6 VI 1922)
5. Jan Moszczyński (kierownik, 28 VI 1922 – 31 VII 1922, 31 VII 1922 – 16 XII 1922, 16 XII 1922 – 26 V 1923) (28 V 1923 – 15 XII 1923)
6. Bogusław Miedziński (2 X 1926 – 27 VI 1928, 27 VI 1928 – 13 IV 1929)
7. Ignacy Boerner (14 IV 1929 – 29 XII 1929, 29 XII 1929 – 17 III 1930, 29 III 1930 – 23 VIII 1930, 25 VIII 1930 – 4 XII 1930, 4 XII 1930 – 26 V 1931, 27 V 1931 – 12 IV 1933)
8. Emil Kaliński (kierownik, 15 IV 1933 – 9 V 1933) (10 V 1933 – 13 V 1934, 15 V 1934 – 28 III 1935, 28 III 1935 – 12 X 1935, 13 X 1935 – 15 V 1936, 16 V 1936 – 30 IX 1939)

### Ministerstwo Przemysłu i Handlu
1. Jerzy Iwanowski (17 XI 1918 – 16 I 1919)
2. Kazimierz Hącia (16 I 1919 – 12 VIII 1919)
3. Ignacy Szczeniowski (12 VIII 1919 – 9 XII 1919, 13 XII 1919 – 9 VI 1920)
4. Antoni Olszewski (23 VI 1920 – 26 VI 1920)
5. Wiesław Chrzanowski (26 VI 1920 – 26 XI 1920, dwa rządy)
6. Stefan Przanowski (26 XI 1920 – 13 IX 1921)
7. Henryk Strasburger (kierownik, 19 IX 1921 – 5 III 1922)
8. Stefan Ossowski (10 III 1922 – 6 VI 1922, 28 VI 1922 – 31 VII 1922)
9. Henryk Strasburger (kierownik, 31 VII 1922 – 13 I 1923, dwa rządy)
10. Stefan Ossowski (13 I 1923 – 26 V 1923)
11. Władysław Kucharski (28 V 1923 – 1 IX 1923)
12. Marian Szydłowski (1 IX 1923 – 15 XII 1923)
13. Józef Kiedroń (17 XII 1923 – 16 V 1925)
14. Czesław Klarner (16 V 1925 – 13 XI 1925)
15. Stanisław Osiecki (20 XI 1925 – 5 V 1926, 10 V 1926 – 15 V 1926)
16. Hipolit Gliwic (15 V 1926 – 8 VI 1926)
17. Eugeniusz Kwiatkowski (8 VI 1926 – 24 IX 1926, 27 IX 1926 – 30 IX 1926, 2 X 1926 – 13 IV 1929 [dwa rządy], 14 IV 1929 – 17 III 1930 [dwa rządy], 29 III 1930 – 23 VIII 1930, 25 VIII 1930 – 4 XII 1930)
18. Aleksander Prystor (4 XII 1930 – 26 V 1931)
19. Ferdynand Zarzycki (27 V 1931 – 9 V 1933)
20. Ferdynand Zarzycki (10 V 1933 – 13 V 1934)
21. Henryk Floyar-Rajchman (15 V 1934 – 12 X 1935, dwa rządy)
22. Roman Górecki (13 X 1935 – 15 V 1936)
23. Antoni Roman (16 V 1936 – 30 IX 1939)

### Ministerstwo Pracy i Opieki Społecznej
1. Bronisław Ziemięcki (17 XI 1918 – 16 I 1919)
2. Jerzy Iwanowski (16 I 1919 – 9 XII 1919)
3. Edward Pepłowski (13 XII 1919 – 9 VI 1920, 23 VII 1920 – 5 III 1921)
4. Jan Stanisław Jankowski (10 III 1921 – 11 V 1921)
5. Ludwik Darowski (11 V 1921 – 13 IX 1921, 19 IX 1921 – 5 III 1922, 10 III 1922 – 6 VI 1922, 28 VI 1922 – 31 VII 1922, 31 VII 1922 – 16 XII 1922, 16 XII 1922 – 26 V 1923) (kierownik, 28 V 1923 – 1 IX 1923)
6. Stefan Smólski (1 IX 1923 – 15 XII 1923)
7. Ludwik Darowski (17 XII 1923 – 19 I 1924)
8. Gustaw Simon (kierownik, 19 I 1924 – 18 VI 1924)
9. Ludwik Darowski (18 VI 1924 – 17 XI 1924)
10. Franciszek Sokal (17 XI 1924 – 13 XI 1925)
11. Bronisław Ziemięcki (20 XI 1925 – 20 IV 1926)
12. Jan Stanisław Jankowski (20 IV 1926 – 5 V 1926) (kierownik, 10 V 1926 – 15 V 1926)
13. Stanisław Jurkiewicz (15 V 1926 – 8 VI 1926, 8 VI 1926 – 24 IX 1926, 27 IX 1926 – 30 IX 1926, 2 X 1926 – 27 VI 1928, 27 VI 1928 – 13 IV 1929)
14. Aleksander Prystor (14 IV 1929 – 29 XII 1929, 29 XII 1929 – 17 III 1930, 29 III 1930 – 23 VIII 1930, 25 VIII 1930 – 4 XII 1930)
15. Stefan Hubicki (4 XII 1930 – 26 V 1931, 27 V 1931 – 9 V 1933, 10 V 1933 – 13 V 1934)
16. Jerzy Paciorkowski (15 V 1934 – 28 III 1935, 28 III 1935 – 12 X 1935)
17. Władysław Jaszczołt (13 X 1935 – 15 V 1936)
18. Marian Zyndram-Kościałkowski (16 V 1936 – 30 IX 1939)

### Ministerstwo Robót Publicznych
1. Andrzej Kędzior (17 XI 1918 – 29 XII 1918)
2. Józef Pruchnik (29 XII 1918 – 16 I 1919, 16 I 1919 – 31 VII 1919)
3. Tadeusz Jasionowski (31 VII 1919 – 9 XII 1919)
4. Andrzej Kędzior (13 XII 1919 – 9 VI 1920)
5. Gabriel Narutowicz (23 VI 1920 – 24 VII 1920, 24 VII 1920 – 13 IX 1921, 19 IX 1921 – 5 III 1922, 10 III 1922 – 6 VI 1922)
6. Władysław Ziemiński (28 VI 1922 – 7 VII 1922)
7. Jan Łopuszański (30 IX 1922 – 26 V 1923, 28 V 1923 – 15 XII 1923)
8. Mieczysław Rybczyński (kierownik, 31 VII 1922 – 30 IX 1922, kierownik, 17 XII 1923 – 13 XI 1925)
9. Jędrzej Moraczewski (20 XI 1925 – 7 II 1926)
10. Mieczysław Rybczyński (kierownik, 7 II 1926 – 13 II 1926)
11. Norbert Barlicki (13 II 1926 – 20 IV 1926)
12. Mieczysław Rybczyński (kierownik, 20 IV 1926 – 5 V 1926, 10 V 1926 – 15 V 1926)
13. Witold Broniewski (15 V 1926 – 8 VI 1926, 8 VI 1926 – 24 IX 1926, 27 IX 1926 – 30 IX 1926)
14. Jędrzej Moraczewski (2 X 1926 – 27 VI 1928, 27 VI 1928 – 13 IV 1929, 14 IV 1929 – 29 XII 1929)
15. Maksymilian Matakiewicz (29 XII 1929 – 17 III 1930, 29 III 1930 – 23 VIII 1930, 25 VIII 1930 – 4 XII 1930)
16. Mieczysław Norwid-Neugebauer (4 XII 1930 – 26 V 1931, 27 V 1931 – 23 III 1932)
17. Alfons Kühn (kierownik, 23 III 1932 – 17 VII 1932)

### Ministerstwo Aprowizacji
1. Antoni Mińkiewicz (17 XI 1918 – 16 I 1919, 16 I 1919 – 30 IX 1919)
2. Teodor Sobański (30 IX 1919 – 5 XI 1919)
3. Stanisław Śliwiński (5 XI 1919 – 9 XII 1919, 13 XII 1919 – 9 VI 1920, 23 VI 1920 – 24 VII 1920, 24 VII 1920 – 12 I 1921)
4. Bolesław Grodziecki (12 I 1921 – 7 V 1921)
5. Jan Michalski (2 VI 1921 – 11 VII 1921)
6. Władysław Leon Grzędzielski (11 VII 1921 – 13 IX 1921)
7. Hieronim Wyczółkowski (kierownik, 19 IX 1921 – 24 IX 1921)
8. Jan Stefan Stoiński (24 IX 1921 – 5 III 1922)

### Ministerstwo Zdrowia
1. Witold Chodźko (kierownik, 13 XII 1918 – 16 I 1919)
2. Tomasz Janiszewski (16 I 1919 – 9 XII 1919)
3. Witold Chodźko (kierownik, 13 XII 1919 – 9 VI 1920) (23 VI 1920 – 24 VII 1920, 24 VII 1920 – 13 IX 1921, 19 IX 1921 – 5 III 1922, 10 III 1922 – 6 VI 1922, 28 VI 1922 – 31 VII 1922, 31 VII 1922 – 16 XII 1922, 16 XII 1922 – 26 V 1923)
4. Jerzy Bujalski (kierownik, 28 V 1923 – 15 XII 1923)

### Ministerstwo Kultury i Sztuki
1. Medard Downarowicz (17 XI 1918 – 16 I 1919)
2. Zenon Przesmycki (16 I 1919 – 27 XI 1919)
3. Jan Fryderyk Heurich (kierownik, 24 VII 1920 – 11 VII 1921)
4. Maciej Rataj (11 VII 1921 – 13 IX 1921)
5. Antoni Ponikowski (19 IX 1921 – 5 III 1922)

### Ministerstwo byłej Dzielnicy Pruskiej
1. Władysław Seyda (16 I 1919 – 9 XII 1919, 13 XII 1919 – 9 VI 1920)
2. Władysław Kucharski (kierownik, 23 VI 1920 – 24 VII 1920) (24 VII 1920 – 17 VII 1921)
3. Juliusz Trzciński (17 VII 1921 – 13 IX 1921, 19 IX 1921 – 22 X 1921)
4. Józef Wybicki (22 X 1921 – 5 III 1922, 10 III 1922 – 29 IV 1922)

### Ministerstwo Reform Rolnych
1. Stanisław Osiecki (24 VII 1923 – 15 XII 1923)
2. Zdzisław Ludkiewicz (17 XII 1923 – 3 VII 1924)
3. Stanisław Janicki (kierownik, 3 VII 1924 – 22 VII 1924)
4. Wiesław Kopczyński (22 VII 1924 – 25 IV 1925)
5. Józef Radwan (kierownik, 25 IV 1925 – 13 XI 1925) (20 XI 1925 – 5 V 1926) (kierownik, 10 V 1926 – 15 V 1926)
6. Józef Raczyński (15 V 1926 – 8 VI 1926)
7. Witold Staniewicz (8 VI 1926 – 24 IX 1926, 27 IX 1926 – 30 IX 1926, 2 X 1926 – 27 VI 1928, 27 VI 1928 – 13 IV 1929, 14 IV 1929 – 29 XII 1929, 29 XII 1929 – 17 III 1930, 29 III 1930 – 23 VIII 1930, 25 VIII 1930 – 4 XII 1930)
8. Leon Kozłowski (4 XII 1930 – 26 V 1931, 27 V 1931 – 23 III 1932)
9. Seweryn Ludkiewicz (23 III 1932 – 17 VII 1932)

### Ministrowie bez teki
- Wincenty Witos (17 XI 1918 – 29 XII 1918)
- Franciszek Wójcik (29 XII 1918 – 16 I 1919)
- Tomasz Nocznicki (17 XI 1918 – 16 I 1919)
- Marian Malinowski (17 XI 1918 – 16 I 1919)